# 아이슬란드의 코로나19 범유행
다음은 아이슬란드에서의 코로나바이러스감염증-19 유행에 관한 설명이다.

## 경과
2월 28일, 북부 이탈리아 안달로로 스키 여행을 하고 2월 22일에 집으로 돌아온 40대 남성이 아이슬란드의 첫번째 감염으로 확인되었다. 아이슬란드로 도착한 후 증상이 발현했을 때, 레이캬비크의 란드스피탈리 병원으로 격리되었다.
3월 1일, 베로나에서 2월 29일에 귀국한 50대 여성과 뮌헨을 통해 이탈리아에서 귀국한 50대 여성이 감염에 확인되었다.
3월 2일, 6건이 추가로 확인되어 총 9건이 발생하였다. 지금까지의 모든 감염은 레이캬비크 지역으로, 이 중 5건은 이탈리아 관련 감염이다.

## 같이 보기
- 나라별 코로나19 범유행
- 유럽의 코로나19 범유행